# Candida albicans
A Candida albicans a széles körben elterjedt „Candida” sarjadzógombák osztályának leggyakoribb faja. Normál körülmények között is megtalálható a szervezetben, a bél baktériumflórájának kontrollja alatt áll. Különböző változatai ismertek, a Candida gombatörzsek nem mind lehetnek jelen testünkben, de akár már születéskor is bekerülhetnek szervezetünkbe (például csecsemőkori szájpenész). A bél hasznos baktériumflórája (immunrendszerünk részét is képezi) szabályozza a bélben letelepedett gombák szaporodását, de ha az károsodást szenved, vagy megsemmisül, akkor a bélben lévő élesztőgomba elszaporodik, elözönli a szervezetet (száj, garat, illetve a nemi szervek nyálkahártyája). Normális esetben ezek a jótékony baktériumokkal együtt az említett szervek normál flóráját alkotják, amely elengedhetetlenül szükséges az adott szervrendszer kifogástalan működéséhez. Bőrhámlást okozhat.

## Kit támadnak a gombák
Naponta találkozhatunk kártékony gombákkal, de csak egyes emberek szenvednek a gombák okozta megbetegedésektől. A candida gombafajok túlzott elszaporodását candidiázis betegségnek nevezik. Hajlamosító tényezők:
- szerzett (AIDS, kemoterápia), vagy környezetből fakadó immunrendszer gyengeség
- táplálkozási elégtelenség
- antibiotikumok gyakori vagy huzamosabb ideig történő szedése
- Nátriumszegény diétát folytató személyek
- stressz, feszültség
- fogamzásgátlók, hormonkészítmények és szteroidok szedése
- cukorbetegség
- szénhidrátban (édesség) dús táplálkozás
- terhesség és a havi ciklus alatt történő hormonszint-ingadozás
- myeloperoxidáz hiány

## A gomba túlterjedése által előidézett tünetek
A gombák túlzott elterjedése több tünetet okozhat egyszerre, vagy külön-külön, s gyakran egyéb más szervi betegség tünetei mögé elbújva. Ezerarcú betegségről van szó, emellett más betegségek tüneteit is súlyosbítja. Természetesen a tünetek fő okozója a gombák által kibocsátott méreganyag.
A sok tünet közül csak néhány (rendszeri eloszlásban):
- fáradékonyság, fáradtságérzet
- kimerültség, letargia
- rosszkedv, labilis kedélyállapot, depresszió, pánikbetegség, halálfélelem, öngyilkossági hajlam
- feledékenység, emlékezetzavar (memóriazavar), szétszórtság, koncentráció-képesség csökkenés (fiatalkorban is)
- gondolkodási képtelenség (mintha nem ezen a bolygón élne), képtelen magán uralkodni
- bizonytalanság, határozatképtelenség
- fejfájás
- ingerlékenység, robbanékonyság, intolerancia
- gyomorégés, haspuffadás (kellemetlen, fájdalmas), gázképződés, hasfájdalom
- hasmenés vagy székrekedés
- éhség esetén jelentkező (esetleg remegéssel járó) rosszullét
- vastagbélgyulladás
- végbélnyílás viszketése
- vaginális panaszok: folyás, égő érzés, viszketés
- gyakori felfázás, hólyaghurut
- libidócsökkenés
- méhnyálkahártya-gyulladás, visszatérő petefészek-ciszták vagy -gyulladások, petevezeték-gyulladás, meddőség
- menstruációs zavarok, premenstruációs feszültség, PMS-tünetek
- férfiaknál makacs prosztatagyulladás
- látásromlás: kettős látás, homályos látás, szikrázó látásNozokomiális fertőzések előfordulási gyakorisága (Németország, 2009-2014)

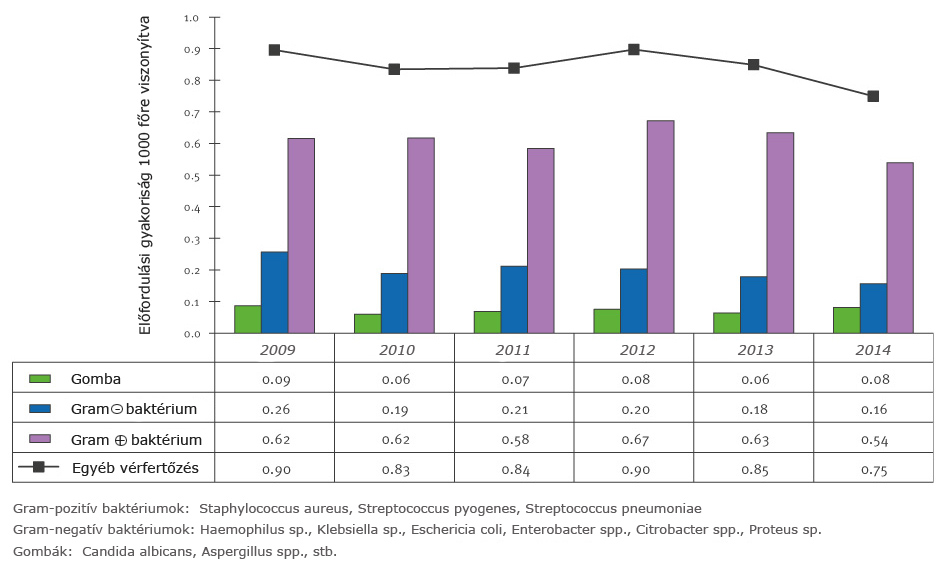
Nozokomiális fertőzések előfordulási gyakorisága (Németország, 2009-2014)

- ismeretlen eredetű izomfájdalom, görcs, merevség, illetve ízületi bántalmak
- allergiás reakciók: élelmiszer-allergiák, asztma, vegyszerekkel szembeni érzékenység
- tartós hőemelkedés
- bőrtünetek: csalánkiütés, viszkető bőrfelületek, vörösödés, égő érzések a test bármely részein, ekcéma
- álmatlanság, alvászavarok, lidérces-üldözéses álmok
- hajhullás, korpásodás, hajzsírosodás
- testsúly csökkenés vagy elhízás
- pajzsmirigy cisztás megbetegedése, túl- vagy alulműködése
- gyermekek esetében: hiperaktivitás, tanulási nehézségek, gyakori felső légúti és középfül gyulladások, bőrviszketés, hasfájás, hasmenés, étvágytalanság

Amennyiben a felsorolt tünetek közül a vizsgálatok nem támasztanak alá semmilyen szervi elváltozást, akkor kell gondolni a Candida albicans gomba által okozott megbomlott egyensúlyra.

## A Candida kimutatása
A Candida jelenléte kimutatható a test valamennyi nyálkahártyájából, testnedvekből, kaparékból, székletből, vérsavóban lévő Candida-antitestek jelenlétéből.

### Candida gyorsteszt
A Candida kimutatása ma már otthon is használható Candida-gyorsteszttel is történhet.
Tudnivalók a tesztről:
- A teszt a Candida-fertőzés hüvelyből vett mintából történő kimutatására szolgál.
- Kimutatja a kezdődő és a már előrehaladott Candida-fertőzést is.
- A Candida albicans, a Candida glabrata, a Candida tropicalis mikrobákat és a kevert fertőzéseket egyaránt kimutatja.
- A teszt egyaránt működik a tünetekkel rendelkező, illetve specifikus tüneteket nem mutató betegeken is.
- Csak gombára érzékeny, működését bakteriális eredetű fertőzések, antibiotikumok, hormonok nem befolyásolják.
- Immunoassay alapú kvalitatív gyorsteszt.
- A Candida-gomba ellen termelt antigének hüvelyváladékból vett kvalitatív kimutatására alkalmas.
- A teszt bárki által könnyen használható, otthon könnyedén elvégezhető, pontos diagnózist és szinte azonnali eredményt ad.

### Immunoassay alapú kvalitatív gyorsteszt
A Candida-gomba ellen termelt antigének hüvelyváladékból vett kvalitatív kimutatására alkalmas.

### Vérteszt
Egyszerű, higiénikus vércsepp-vétellel kezdődik, a detektorlap SAMPLE furatába történő vérfelitatás, majd az előhívó folyadék rácseppentése után, nagy biztonsággal, 5 perc alatt kimutat öt, veszélyes mértékben elszaporodott és a bélrendszerből kijutott Candida-alfajt a szervezetünkben.

## A candidiasis kezelése
C. albicans gomba (ön)fertőzés, candidiasis esetén az alábbi szempontokat kell figyelembe venni (a pároknak együtt kell alkalmazniuk a kezelést!): egy elterjedt tévhit javasolja „alapfeladat a vér pH-ját 6 fölé vinni” – a vér pH-értéke élő emberben 7,4 körül nagyon szűk sávban állandó. A pH 6-os vér halálos mértékű acidózist jelent, azonnali halált. A hüvely esetén éppenséggel a tejsavbaktériumok által kialakított savas mikrokörnyezet az, ami véd a Candida fertőzés ellen.
- Szigorúan kerülni minden olyan élelmiszer-gyógyszer fogyasztását, amely a szervezet savasításával a gombák eledelét képezi: finomított cukor, cukorkák, fagylalt, édes – főként más éghajlati övekről behozott – gyümölcsök, csokoládé, cukrozott üdítőitalok, szörpök, élesztővel, illetve fehér lisztből készült élelmiszerek, erjedt, illetve erjedéssel készült termékek, alkoholtartalmú italok, ecet, illetve ecetes élelmiszerek, penészgombás termékek (pl. kéksajtok), antibiotikumok felelőtlen használata, és minden olyan élelmiszer, amely megterheli a szervezetet és az immunrendszert.
- A fiziológiásan sózott szénhidrátok kivételt képeznek a tiltott élelmiszerek közül, mivel a só (NaCl) gátolja a patogén mikroorganizmusok életfolyamatait, egyben a candidáét is, valamint a fiziológiásan sózott szénhidrátok emésztésekor keletkező glükózt teljes mértékben a jótékony tejsavbaktériumok használják fel.
- Immunrendszert erősítő szerek fogyasztása (pl. olajfalevél-kivonat, amely antioxidáns).
- A szervezet méregtelenítő funkciójának elősegítése, megerősítése.
- A bél mikroflórájának megerősítése probiotikus készítmények segítségével.
- Gombaellenes szerek fogyasztása.

### Receptek
- A Candida albicans élesztőmentes szakácskönyve – Pat Connolly – Forever Kiadó – 2003 – ISBN 9789638635143 – (ISBN 9638635142)
- Étkezési javaslatok candida betegek számára – Boldog Gizella – AeroCenter Bt. – 2002
- Diétás könyv Candida gombásoknak, fogyókúrázóknak–Maros Szilvia– Silhouette Bt. – 2003 – ISBN 9789632028064 – 9632028066
- Verli Sándorné. 100 recept candidiasisban szenvedő betegek részére – 3. bőv. kiad. – Cegléd, 2005
- Molnárné Bíró Erzsi – Receptkönyv : anti-candida Szerző, 2002

### Magyar lapok
- Diétás receptek
- Startlap linkgyűjtemény
- Erdélyi Erzsébet Candida lapja

### Angol nyelvű lapok
- U.S. National Institutes of Health – Candida albicans genom
- NIH – Fenotípus váltás